# NHL:s utvidgning 1967
NHL:s utvidgning 1967 innebar att man på en gång tog med sex helt nya lag i den högsta nordamerikanska ishockeyligan National Hockey League, NHL. Det innebar en kraftig utökning av antalet lag och således antalet matcher som skulle spelas. Denna expansion gjordes för att hindra uppkomsten av rivaliserande ligor som skulle kunna komma att konkurrera om spelarna i NHL och med Stanley Cup. Dessutom hoppades man att expansionen skulle resultera i ett lukrativt TV-kontrakt i USA.
Expansion Six kallas de sex nya lagen som gick med i National Hockey League 1967. Det var Los Angeles Kings, Minnesota North Stars, California Seals, Philadelphia Flyers, Pittsburgh Penguins och St. Louis Blues som tillkom säsongen 1967–68. NHL anordnade en expansionsdraft där de nya lagen fick välja spelare från de redan existerande NHL-lagen.